# Callogorgia indica
Callogorgia indica är en korallart som först beskrevs av W. Versluys 1906.  Callogorgia indica ingår i släktet Callogorgia och familjen Primnoidae. Inga underarter finns listade i Catalogue of Life.